# Alceste De Ambris
Alceste De Ambris (né le 15 septembre 1874 à Licciana Nardi, dans la province de Massa et Carrare et mort le 9 décembre 1934 à Brive-la-Gaillarde) est un homme politique et un syndicaliste révolutionnaire italien et proche du premier fascisme révolutionnaire. Il était le frère de Amilcare De Ambris.

## Biographie

### Débuts du militantisme
Dans les années 1890, Alceste De Ambris fait ses études à l'université de Parme. En 1907, syndicaliste révolutionnaire, il est nommé secrétaire de la Chambre de travail de Parme qui compte, fin 1907,  29 037 membres pour 12 600 membres en début d'année. La rupture de l'unité prolétarienne due aux désaccords entre les réformateurs et les syndicalistes révolutionnaires permet la contre offensive patronale qui entraîna la grève agraire de 1908 et la défaite des travailleurs.
Le 20 juin 1908 à Parme, d'importants tumultes permettent aux forces de l'ordre d'occuper le siège de la chambre du travail. De Ambris réussit à s'enfuir pour Lugano ; Amilcare, son frère, reste à Parme avec l'intention de reconstruire les ligues paysannes.

### Interventionnisme
Alceste rejoint le Brésil et revient en Europe début 1911 de nouveau à Lugano renouant des contacts pour intervenir en Italie.
En 1913, Alceste De Ambris est élu député et il revient en Italie. À Parme, où il était très connu, il est accueilli par des manifestations de joie. La guerre se prépare et De Ambris pense que cela pouvait être l'occasion d'un futur virage révolutionnaire comme cela se produira en Russie. Favorable à l'entrée en guerre, il est exclu de l'Unione Sindacale Italiana. Il entre aux Fasci d'action international et il se rapproche du fascisme « diciannovista », qui avait des caractéristiques d'un mouvement de gauche (sansepolcrismo). Il devient, au lendemain de la Première Guerre mondiale, un dirigeant de l'Unione Italiana del Lavoro.
Il rejoint D'Annunzio à Fiume et il est à l'origine de la charte du Carnaro, constitution à vocation corporative et révolutionnaire de la Régence italienne du Carnaro. Avec Capitan Giulietti et Luigi Campolonghi, ils tentent de convaincre D'Annunzio de précéder les fascistes à Rome pour prendre le pouvoir. Les socialistes ne le soutiennent pas, perdant l'occasion, selon Lénine, d'instaurer un début de révolution en Italie avec à sa tête D'Annunzio. Celui-ci est toujours indécis, il refuse de recevoir Antonio Gramsci sous un prétexte futile.[réf. nécessaire]

### Lutte contre le fascisme
De Ambris participe à la défense de Parme avec les Arditi del Popolo emmenés par  Guido Picelli et Antonio Cieri et avec la Légion Prolétarienne Filippo Corridoni, et avec les militants des formations de gauche.
Début 1923, il est agressé à Gênes par les fascistes et il s'exile en France. Il refuse les offres qui, en échange de son ralliement, lui auraient permis le retour en Italie et un poste dans la structure politico-sociale fasciste. À Paris, il organise des coopératives de travail afin d'aider les nombreux exilés du fascisme devenu désormais le régime politique italien. Il meurt en 1934 à Brive. Le 27 septembre 1964, sa dépouille est ramenée sur le sol italien, il est enterré au cimetière de la Villetta à Parme.